# Przybyli ułani
Przybyli ułani – polski tragikomiczny film telewizyjny z 2005 roku w reżyserii Sylwestra Chęcińskiego. Film, będący częścią cyklu Święta polskie, miał premierę 15 sierpnia 2006 roku, w rocznicę Bitwy Warszawskiej 1920.

## Fabuła
Osiek, biedna, prowincjonalna miejscowość. W przeddzień rocznicy Bitwy Warszawskiej 1920 trwają przygotowania do uroczystości poświęcenia tablicy upamiętniającej wyzwolenie wsi z rąk bolszewików. Z województwa przyjadą goście wysokiej rangi - marszałek i biskup. Miejscowy sklepikarz Marian chce, by tablicę odsłonił jego teść. Przede wszystkim Marianowi zależy jednak na tym, by wójt przedłużył mu koncesję na sprzedaż alkoholu. Z tego powodu wymyśla historię, jakoby jego teść miał walczyć z bolszewikami. Z trudem wypożycza mundur ułański dla teścia. Na widok munduru w starym człowieku ożywają wspomnienia z tamtych czasów. Okazuje się, że zmyślona historia nie była tak nieprawdziwa, jak się na początku zdawało.

## Obsada
- Zbigniew Zamachowski – Marian
- Kinga Preis – Jadźka, żona Mariana
- Paweł Parczewski – Marek, syn Jadźki i Mariana
- Stefan Burczyk – ojciec Jadźki
- Andrzej Zaborski – wójt Stacho
- Krystyna Feldman – Janikowa
- Joanna Kurowska – pielęgniarka Irena
- Włodzimierz Dyła – krawiec Bogdan
- Izabela Dąbrowska – Helka, żona krawca
- Artur Barciś – harmonista Roman
- Stanisław Michalski – pułkownik
- Stanisław Brudny – biskup
- Józef Mika – marszałek województwa
- Tomasz Sapryk – Józek
- Ewa Konstancja Bułhak – sklepowa Hanka
- Jerzy Łazewski – podoficer bolszewicki
- Paweł Kleszcz – ułan

## Nagrody
- 2006: 31. Festiwal Polskich Filmów Fabularnych w Gdyni
- 2006: Nagroda za główną rolę męską – Zbigniew Zamachowski